# First Division (Malta) 1927/28
Die First Division 1927/28 war die 17. Spielzeit in der Geschichte der höchsten maltesischen Fußballliga. Meister wurde zum achten Mal der FC Floriana.

## Vereine
Im Vergleich zur Vorsaison verzichteten die Valletta Rovers auf die Teilnahme. Neu dabei waren nach einem Jahr Unterbrechung Valletta United und Sliema Rangers, nach sieben Jahren Marsa United und nach neun Jahren der FC Cottonera.

## Modus
Die Saison wurde in einer einfachen Runde ausgetragen. Für einen Sieg gab es zwei Punkte, für ein Unentschieden einen und für eine Niederlage keinen Punkt. Bei Punktgleichheit wurde um die Meisterschaft ein Entscheidungsspiel ausgetragen.

## Abschlusstabelle
| Pl. | Verein              | Sp. | S | U | N | Tore    | Quote | Punkte |
| --- | ------------------- | --- | - | - | - | ------- | ----- | ------ |
| 1.  | FC Floriana (M)     | 6   | 5 | 0 | 1 | 016:400 | 4,00  | 10:20  |
| 2.  | Valletta United (N) | 6   | 4 | 1 | 1 | 016:400 | 4,00  | 09:30  |
| 3.  | FC St. George’s     | 6   | 2 | 2 | 2 | 013:400 | 3,25  | 06:60  |
| 4.  | FC Cottonera (N)    | 6   | 3 | 0 | 3 | 008:150 | 0,53  | 06:60  |
| 5.  | Sliema Wanderers    | 6   | 2 | 1 | 3 | 006:600 | 1,00  | 05:70  |
| 6.  | Marsa United (N)    | 6   | 2 | 0 | 4 | 004:120 | 0,33  | 04:80  |
| 7.  | Sliema Rangers (N)  | 6   | 1 | 0 | 5 | 005:230 | 0,22  | 02:10  |

Platzierungskriterien: 1. Punkte – 2. Torquotient
| Zum Saisonende 1927/28:                   |                                                                            |
| Maltesischer Meister 1927/28: FC Floriana |                                                                            |
|                                           |                                                                            |
| Zum Saisonende 1926/27:                   |                                                                            |
| (M)                                       | Amtierender Meister: FC Floriana                                           |
| (N)                                       | Neuaufsteiger: Valletta United, FC Cottonera, Marsa United, Sliema Rangers |

## Kreuztabelle
| 1927/28          | FC Floriana | VUN | FC St. George’s | COT | Sliema Wanderers | MAR | SRA |
| ---------------- | ----------- | --- | --------------- | --- | ---------------- | --- | --- |
| FC Floriana      |             | 1:3 | 1:0             | 4:0 | 3:0              | 4:0 | 3:1 |
| Valletta United  | –           |     | 1:1             | 2:1 | 0:1              | 2:0 | 8:0 |
| FC St. George’s  | –           | –   |                 | 6:0 | 1:1              | -:+ | 5:1 |
| FC Cottonera     | –           | –   | –               |     | +:-              | 3:2 | 4:1 |
| Sliema Wanderers | –           | –   | –               | –   |                  | 1:2 | 3:0 |
| Marsa United     | –           | –   | –               | –   | –                |     | 0:2 |
| Sliema Rangers   | –           | –   | –               | –   | –                | –   |     |